# Fourierrække
Fourierrækker er en bestemt type af uendelige rækker indenfor matematikken. Fourierrækker blev oprindeligt udtænkt af den franske matematiker Joseph Fourier, og er dermed navngivet til hans ære. Fourierrækker bruges til at beskrive periodiske funktioner til videre analyse.
For en 2π-periodisk funktion, som er stykkevis kontinuert vil man tilknytte en funktion f til en Fourierrække af følgende form:
{\displaystyle f\sim {1 \over 2}a_{0}+\sum _{n=1}^{\infty }(a_{n}\cdot \cos nx+b_{n}\cdot \sin nx)}
Hvor hhv. an og bn betegner de såkaldte Fourierkoefficienter. Bemærk i øvrigt tilde-tegnet som kun kan erstattes af et lighedstegn i det tilfælde at Fourierrækken er konvergent i alle punkter. Fourierkoefficienterne udregnes på følgende vis:
{\displaystyle a_{n}={1 \over \pi }\int _{-\pi }^{\pi }f(x)\cos nx\;\mathrm {d} x\quad ,\quad n=0,1,2,\dots }
{\displaystyle b_{n}={1 \over \pi }\int _{-\pi }^{\pi }f(x)\sin nx\;\mathrm {d} x\quad ,\quad n=1,2,3,\dots }

## Fourierrækker på kompleks form
Det er muligt at opskrive Fourierrækken på kompleks form, som gør udtrykket mere overskueligt, om end det bliver mindre intuitivt at gennemskue, hvad der foregår i beregningerne.

{\displaystyle f\sim \sum _{n=-\infty }^{\infty }c_{n}e^{inx}}

Som det ses er den komplekse eksponentialfunktion en del af dette udtryk. Her beregnes de komplekse Fourierkoefficienter på en lidt anderledes måde.

{\displaystyle c_{n}={1 \over 2\pi }\int _{-\pi }^{\pi }f(x)e^{-inx}\;{\textrm {d}}x\quad ,n\in \mathbb {Z} }

Hvis man kender de reelle Fourierkoefficienter, er det muligt at omskrive dem til kompleks form, således man får en simplere skrivemåde. Det gøres vha. disse omregninger:
{\displaystyle c_{n}=\left\{{\begin{matrix}{1 \over 2}a_{0}&,&n=0\\{1 \over 2}(a_{n}-ib_{n})&,&n=1,2,3,...\\{1 \over 2}(a_{-n}+ib_{-n})&,&n=-1,-2,-3,...\\\end{matrix}}\right.}

## Konvergens
Lad f være en T-periodisk funktion og lad {\displaystyle \chi _{n}(x)=e^{in\pi {\frac {x}{T}}}}. Hvorimens Fourierkoefficienterne formelt kan defineres for en hvilken som helst funktion, hvor integralerne giver mening, afhænger rækkens konvergens mod f(x) af funktionen f's egenskaber.
Det simpleste svar er, at hvis f er kvadratisk integrabel, så er
{\displaystyle \lim _{N\rightarrow \infty }\int _{-\pi }^{\pi }\left|f(x)-\sum _{n=-N}^{N}c_{n}\,\chi _{n}(x)\right|^{2}\,dx=0.}
Dette er konvergens i L²-normen. Beviset for dette resultat er simpelt, modsat Lennart Carlesons meget stærkere resultat, at rækken konvergerer næsten overalt.
Der er mange kendte prøver, der sikrer, at rækken konvergerer i et givet punkt x, for eksempel, hvis funktionen er differentiabel i x. Selv et diskontinuitetsspring er intet problem: Hvis funktionen har venstre og højre afledede i punktet x, vil Fourierrækken konvergerer mod gennemsnittet af grænseværdierne fra venstre og højre. Et overraskende resultat er dog, at Fourierrækken for en kontinuert funktion ikke nødvendigvis konvergerer punktvist.
Denne upraktiske situation opvejes af en sætning af Dirichlet, der siger, at hvis f er en periodisk og stykkevis kontinuert differentiabel funktion, så konvergerer funktionens Fourierrække punktvist, og {\displaystyle \sum _{n\in \mathbb {Z} }c_{n}\chi _{n}(x)={\frac {f(x^{+})+f(x^{-})}{2}}}, hvor {\displaystyle f(x^{+})=\lim _{t\rightarrow x,t>x}f(x)} og {\displaystyle f(x^{-})=\lim _{t\rightarrow x,t<x}f(x)}. Hvis f er kontinuert, såvel som stykkevist kontinuert differentiabel, konvergerer rækken i L² og dermed uniformt.
I 1922 publicerede Andrey Kolmogorov en artikel ved navn Une série de Fourier-Lebesgue divergente presque partout, i hvilken han gav et eksempel på en Lebesgueintegrabel funktion, hvis Fourierrække divergerede næsten overalt. Denne funktion er ikke i {\displaystyle L^{2}(\mu )}.